# Чајниз Чамп (Калифорнија)
Чајниз Чамп (енгл. Chinese Camp) насељено је место без административног статуса у америчкој савезној држави Калифорнија.

## Демографија
По попису из 2010. године број становника је 126, што је 20 (-13,7%) становника мање него 2000. године.
| Група             | 2000.       | 2010.      |
| Белци             | 119 (81,5%) | 88 (69,8%) |
| Афроамериканци    | 2 (1,4%)    | 0 (0,0%)   |
| Азијати           | 1 (0,7%)    | 0 (0,0%)   |
| Хиспаноамериканци | 17 (11,6%)  | 25 (19,8%) |
| Укупно            | 146         | 126        |